# Моденско војводство
Војводство Модена и Ређо (италијански: Ducato di Modena e Reggio) је била држава која је постојала од 1452. до 1859. године на територији Апенинског полуострва.

## Историја
Године 1452. светоримски цар Фридрих III понудио је Војводство Модену Борсу Есте. Породица Есте владала је Моденом и Ређо Емилијом вековима уназад. Борсо је две године раније наследио свога брата као маркгроф Фераре. Титулу војводе Фераре стекао је 1471. године. Убрзо су војводе Модене стекле велико богатство и моћ. Борсов наследник, Еркол I од Есте, био је најбогатији човек у Италији. Војводе Модене биле су мецене великим италијанским уметницима попут Лодовика Ариосте или Тицијана. Године 1628. Модена се прикључила Хабзбуршкој Шпанији у рату за наслеђе Мантове. За узврат је Војводству прикључен Коређо од стране Фердинанда II. Војвода Риналдо Есте протеран је из Модене током Рата за шпанско наслеђе. Вратио се 1707. године. Четири године касније Модени је прикључено мало Војводство Мирандола. Током Рата за аустријско наслеђе, Франческо III Есте подржавао је Француску. Због тога је збачен од стране Шпанаца који окупирају Војводство. Ахенским миром Војводству је враћена независност. Модена је поново окупирана 1796. године током Наполеонове италијанске кампање у оквиру рата Прве коалиције (Француски револуционарни ратови). Најпре је прикључена Циспаданској републици, а касније Италијанској краљевини. Наполеонов пораз у бици код Ватерлоа довео је до распада Италијанске краљевине. Френсис IV преузима титулу војводе под сизеренством Аустрије. Војводе Модене су до 1859. године два пута збацивани са власти: 1831. године када је у Италији избила мања побуна инспирисана Јулском револуцијом у Француској и 1848. године током Италијанске револуције. Последњи моденски војвода, Френсис V, приморан је да напусти град након битке код Мађенте у Другом рату за уједињење Италије 1859. године. Модена је приступила Конфедерацији Централне Италије.